# Garette Saunders
Garette Austin Saunders (ur. 2000) – kanadyjski zapaśnik walczący w stylu wolnym. 
Brązowy medalista mistrzostw panamerykańskich w 2025 roku. Zawodnik Brock University. 